# José Geraldo Vieira
José Geraldo Vieira (Rio de Janeiro, 1897 – São Paulo, 1977), foi um escritor e tradutor brasileiro. Foi o primeiro tradutor de James Joyce no Brasil, e um dos primeiros escritores brasileiros a serem fortemente influenciados por Joyce.
Como escritor, notabilizou-se com romances urbanos onde abordava conflitos nacionais, reconstruídos de um cenário metropolitano e internacional.

## Vida
José Geraldo nasceu no Rio de Janeiro, apesar dos boatos de que, na verdade, seria açoriano. Ele formou-se em medicina, atuando como radiologista durante grande parte de sua vida. Atuou ainda como jornalista, na área de crítica de artes plásticas da Folha de S. Paulo. Posteriormente, foi professor universitário na Faculdade Cásper Líbero.
José filiou-se ao Partido Comunista Brasileiro pelo qual participou de comícios a fim de concorrer a uma vaga de deputado federal nas eleições gerais no Brasil em 1947. A candidatura acabou não ocorrendo.
Ele ocupou a cadeira de número 39 da Academia Paulista de Letras, que já havia pertencido a Monteiro Lobato. Nos anos 50, assumiu o cargo de membro titular da Bienal de São Paulo.
Faleceu em 1977, aos 80 anos.

## Obra

### Tradução
Tradutor prolífero, Vieira traduziu mais de 60 obras entre 1944 e 1971. Dentre os autores traduzidos, estão Albert Schweitzer, Alphonse Daudet, Bertrand Russell, Dostoievski, Emil Ludwig, Erskine Caldwell, François Mauriac, Hemingway, Mark Twain, Mika Waltari, Níkos Kazantzákis, Pirandello, Stendhal, Thomas Merton e Tolstoi.
Seu trabalho mais marcante como tradutor ocorreu em 1945 ao traduzir Retrato do Artista quando Jovem (1916) de James Joyce, primeira tradução de Joyce no Brasil.

### Ficção
Vieira foi considerado pela crítica da época um dos mais destacados ficcionistas contemporâneos, cultivou, em mais de 40 anos de carreira, os mais diversos gêneros literários, como poesia, conto, romance, ensaio e biografia, embora tenha se destacado na prosa.
O poema em prosa "O Triste Epigrama", publicado em 1920, marcou definitivamente sua estreia na literatura. A obra, de coloração épica, apresenta como pano-de-fundo elementos pictóricos da Antiga Grécia e seus deuses cultuados. Na trama, um homem solitário e que perdeu a memória perambula pelas ruas da cidade, adernando entre o desvario e a razão. O personagem tem seu destino manipulado ao bel-prazer dos deuses, característica assinalada em citações como esta:
| “ | Quem foi feliz atire às ondas o seu anel, para que o olhar dos deuses continue desviado para longe... | ” |

A crítica costuma apontar o "livro-reportagem" A Quadragésima Porta, de 1943, como sua obra de maior expressão. Nele, o escritor retrata o cotidiano de uma agência de notícias internacional, remetendo, em algumas passagens, à história do primeiro escritório de tradução de despachos estrangeiros fundado em 1832 pelo francês Charles-Louis Havas – e que, mais tarde, viria a se transformar na Agência Havas.
Em Mansarda Acesa (1975), reunião de 14 poemas alegóricos sobre os desvãos e a fugacidade da vida, o autor imprime ao texto uma estética classicizante, com profusão de construções metalinguísticas e metaliterárias, aparentada à tensão crítica e problematizadora do neo-realismo reminiscente da década de 1930.
Em Território Humano Geraldo Vieira mistura autobiografia e ficção. Esse romance de formação termina com uma tragédia de proporções gregas e cita inúmeras obras do Cânone ocidental.

### Características de estilo
Em sua maioria, as personagens de José Geraldo Vieira compõem um quadro de ambientação cosmopolita, onde se veem às voltas com questões intemporais arrostadas pela humanidade desde sempre. Como resultado, quase toda aventura ficcional é povoada com representações clássicas de uma burguesia culta e abastada (inspirada na belle époque parisiense) e sua busca incessante por valores.
A linguagem é erudita e expressa a riqueza de intenções simbólicas dos cenários e do enredo, contando com arranjos vocabulares soberbamente vergastados. As técnicas de Vieira foram fortemente influenciada por James Joyce, como notou Almeida Sales, que identificou no livro A Túnica e os Dados uma mudança estrutural da técnica novelística brasileira, a partir da influência de Joyce, autor que, de acordo com o próprio Vieira teria sido seu "tratado propedêutico":
| “ | É que, à medida que vamos melhorando o nosso artesanato e sofrendo influências, vamos, nós os romancistas, atingindo confluências. Eu, no primeiro livro, me saí bem no episódio que lhe serve de perspectiva. No segundo já desci a dédalos psicológicos e estéticos. No terceiro dei toda a minha capacidade, por fora e por dentro, e quase que A Quadragésima Porta me saiu um “Atlantique”. Agora, em A Túnica e os Dados, tento remodelar minha banca de artesão, untando com poesia uns bonecos tipo tortila Flat(sic) e pretendendo ter aberto nova vereda à novela, meu tratado propedêutico, para isso, tendo sido Ulisses, de Joyce. | ” |

## Livros publicados
- O Triste Epigrama (poema em prosa, 1920)
- A Ronda do Deslumbramento (contos, 1922)
- A Mulher que Fugiu de Sodoma (romance, 1931)[16]
- Território Humano (romance, 1936)
- A Quadragésima Porta (romance, 1943)[17]
- A Túnica e os Dados (romance, 1947)
- Carta à Minha Filha em Prantos (carta dirigida pelo escritor a sua filha Rosa, 1946)
- A Ladeira da Memória (romance, 1950)[18]
- O Albatroz (romance, 1952)
- Terreno Baldio (romance, 1961)
- Paralelo 16: Brasília (romance, 1966)
- A Mais que Branca (romance, 1974)
- Mansarda Acesa (poemas, 1975)
- Crítica de Arte na Revista Habitat (coletânea de críticas de arte, póstumo, 2012)[19]
- Impressões e expressões (coletânea de textos de crítica literária, crônicas e contos, póstumo, 2016)[20]